# Ricardo Cánepa
Ricardo Cánepa ( Argentina, 14 de mayo de 1937 - Belén de Escobar, provincia de Buenos Aires, Argentina, 23 de octubre de 2012 ) fue un actor y director de teatro argentino.

## Carrera profesional
Tuvo una extensa carrera en el teatro, al que llegó impulsado por el maestro Alejandro Casona. Hizo su debut en la pieza Cuarenta años de novios de Abel Santa Cruz integrando un elenco del que también formaban parte Perla Santalla y Raúl Rossi y continuó luego en esa labor participando en unas 50 comedias, recordándose su participación en varias obras junto a Luis Sandrini, como en Pimienta, y la realizada en 1973 en Nuestra Natacha, dirigido por Edgardo Cané. 
En 2008, fue músico en la obra Pepino el 88, escrita por Daniel Suárez Marzal. En sus últimos años, estuvo al frente del Teatro Municipal Seminari, de Escobar, dirigiendo y actuando en sus espectáculos y allí, por ejemplo, en 2011 adaptó, protagonizó y dirigió Como la cigarra, de Alfonso Paso.
En televisión integró los elencos de diversos teleteatros, entre los cuales se encontraban Me llaman gorrión, protagonizado por Beatriz Taibo; Gracias doctor, con Oscar Casco y Nelly Panizza; Marronadas 66, con José Marrone; Comedias para vivir, con Thelma del Río y Raúl Rossi; y Por siempre mujercitas, con Viviana Saccone, Carolina Papaleo, Paola Krum y Virginia Lago.
En cine, fue dirigido en 1968 por Mario Camus en la coproducción hispano-argentina Digan lo que digan, junto a Susana Campos, Ignacio Quirós, Darío Vittori y el cantante español Raphael.

## Filmografía
Actor
- Digan lo que digan (1967)

## Televisión
- Por siempre mujercitas (1995) Serie
- Ricos y Famosos. Serie
- ¿Cuando da usted por el conde? (1966)
- Marronadas 66
- Con pecado concebidas. Serie
- Un mundo de 20 asientos. Serie